# Фриаса, Албино
Албино Фриаса Кардосо (порт.-браз. Albino Friaça Cardoso; 20 октября 1924, Порсиункула, Рио-де-Жанейро — 12 января 2009, Итаперуна, Рио-де-Жанейро) — бразильский футболист, нападающий. Автор единственного гола бразильцев в финале Чемпионата мира 1950, где Бразилия проиграла в финале домашнего чемпионата мира. Фриаса был последним живым победителем Клубного чемпионата Южной Америки 1948 года.

## Биография
Карьера Фриасы началась в 1943 году, он выступал за клуб Ипиранга из Каранголы, в одном из любительских матчей и там был замечен знаменитым Ондино Виэйрой, который пригласил Фриасу в «Васко». В «Васко» Фриаса стал частью знаменитого «Викторианского экспресса», команды которая выиграла чемпионат Рио в 1945 году, Торнео Мунисипал в 1946 году, вторую «Кариоку» в 1947 и Клубный ЧЮА в 1948 году.
В 1949 году Фриаса перешёл в «Сан-Паулу», несмотря на недолгое время в клубе, Фриаса с командой, сумел стать чемпионом Сан-Паулу и выиграть титул лучшего снайпера в 1949 году.
После игры за «Сан-Паулу», Фриаса вернулся в «Васко» (за всего годы Фриаса провёл 164 игры за клуб и забил 108 мячей), затем выступал за «Понте Прету» и «Гуарани Кампинас».
В сборной Бразилии Фриаса провёл 13 матчей, 4 из которых пришлись на домашний, для бразильцев, чемпионат мира, в финале с командой Уругвая, Фриаса открыл счет, забив мяч на 58-й минуте, но два гола уругвайцев принесли поражение Бразилии. То поражение бразильцы не любят вспоминать, а потому про Фриасу тоже позабыли. Он жил в родном городе Порсиункула, единственном месте, где его именем названы стадион местной команды, магазин и школа самбы.
Фриаса был тяжело болен (пережил инсульт в 2005 году, в результате чего не видел на правый глаз). Сигареты и алкоголь, которыми он стал злоупотреблять, после трагической кончины его ребёнка в аварии в 1992 году, подточили здоровье Фриасы. За ним ухаживала его жена Мария Елена.

## Награды

### Командные
- Чемпион штата Рио-де-Жанейро: 1947, 1952
- Клубный чемпион Южной Америки: 1948
- Чемпион штата Сан-Паулу: 1949
- Обладатель Кубка Рио-Бранко: 1950
- Обладатель Кубка Освалдо Круса: 1950

### Личные
- Лучший бомбардир Муниципального турнира в Рио-де-Жанейро: 1947 (13 голов)
- Лучший бомбардир чемпионата штата Сан-Паулу: 1949 (24 мяча)